# Знамя Ермака
Знамёна Ермака́ — большое количество стягов, приписываемых Ермаку, которые долгое время хранились в сибирских церквях. Наиболее известным является «знамя Ермака», хранившееся в Омском соборе и исчезнувшее в период гражданской войны, и три знамени из коллекции Оружейной палаты.

## Описание сохранившихся знамён
В коллекции реликвий Оружейной палаты до сих пор имеются три знамени Ермака, «под которыми он в 1582 году покорил Сибирское ханство Кучума».
Одно из них схематически представлено на иллюстрации справа. Полотнища стягов имеют длину более 3 аршин (2 метров). На одном вышиты образы Иисуса Навина и св. Михаила. Сюжет изображения — сцена из Ветхого Завета. После смерти Моисея вождём Израиля становится Иисус Навин. Накануне взятия Иерихона он видит человека с мечом в руке — вождя воинства небесного. «Сними обувь свою, ибо место, на котором ты стоишь, святое», — говорит небожитель. На стяге изображён момент, когда Иисус разувается. Аналогичная сцена изображалась, согласно рассказанному в 1525 году Дмитрием Герасимовым, ещё на знамени Василия III, и сохранилась на знамени Дмитрия Пожарского, где изображена с небольшими отличиями в деталях, из которых наиболее значительно то, что на знамени Ермака Иисус Навин изображён обычным человеком (без нимба), а на знамени Дмитрия Пожарского он святой (с нимбом).
На двух других синих знамёнах — белые лев и единорог. Знамёна имеют кумачовую кайму с розетками по углам и узорами.

## Подлинность знамён
Современные учёные, опираясь в частности на авторитет Руслана Скрынникова, признают эти знамёна созданными в XVII веке. Скрынников писал: Под какими знамёнами пришли ермаковцы в Сибирь? Ответ на этот вопрос могут дать старые описи Оружейной палаты в Москве. В них упомянуто несколько знамён Ермака. Ветхие полотнища сохранились до наших дней, но, кажется, все они, за единственным исключением, сшиты были уже в XVII веке. Лишь одно, самое древнее по всей видимости, проделало с отрядом Ермака долгий путь с берегов Яика до самого Иртыша. Знамя было синим с широкой кумачовой каймой. Кумач расшит затейливым узором, по углам знамени — розетки наподобие цветов. В самом же центре вшиты на синем поле две фигуры из белой холстины, расцвеченной чернилами. Эти фигуры — «инрог» и лев, стоящие на задних лапах друг против друга.

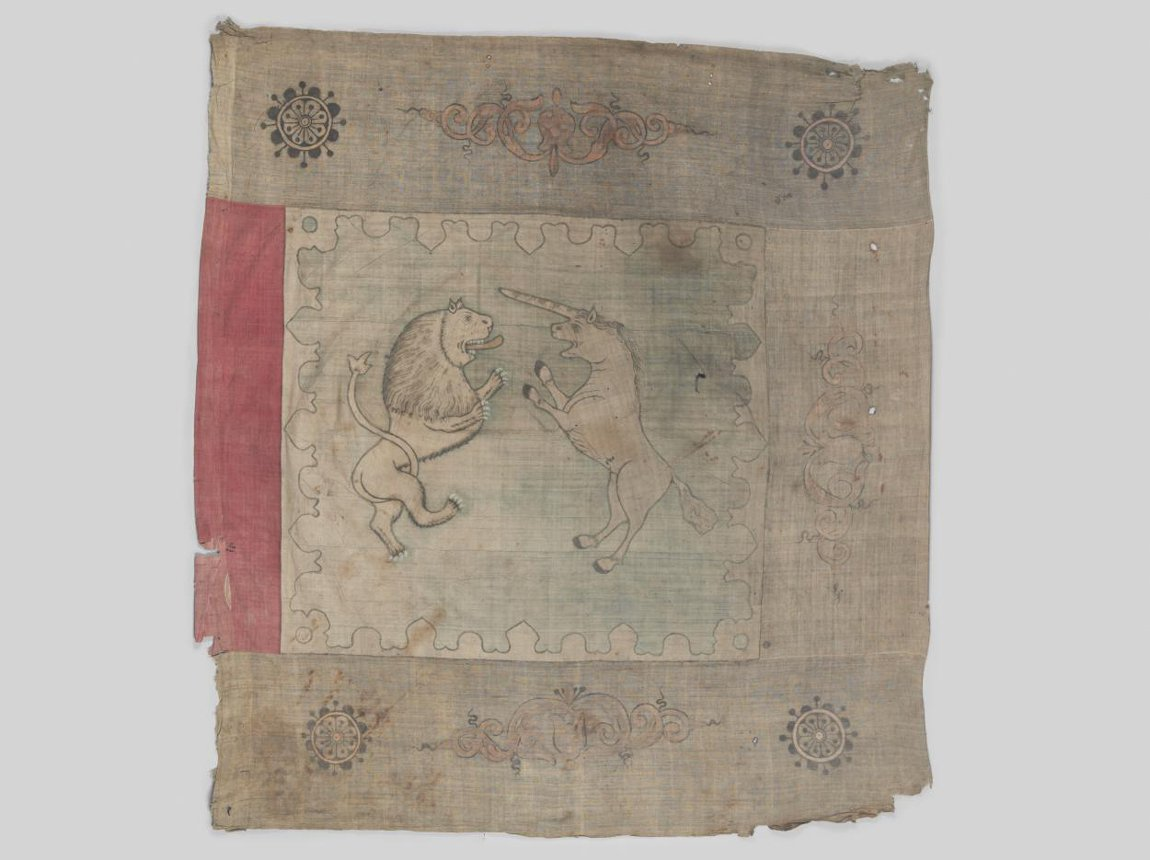
Знамя Ермака (лев и единорог)

Исследователи указывают на необычность, но не невозможность использования единорога и льва в российской символике XVI века, другим похожим примером является печать Ивана Грозного. Единорог на знамени должен был символизировать чистоту помыслов и силу русского оружия. При этом Скрынников особо подчёркивает особую популярность Ивана Грозного среди простого народа. По материалам, собранным Г. Вилинбаховым, единорог изображался на государственных печатях Ивана Грозного, личных Бориса Годунова и к 1562 году стал равноправным государственным символом наравне с «ездецом».
«Знамёна Ермака», хранящиеся в Музеях Московского Кремля, были присланы в начале XIX века из Тобольска. Согласно недавней гипотезе, они относятся к концу XVII века и могли быть изготовлены при участии тобольского художника Семена Ульяновича Ремезова.
Знамя Ермака из Омского (бывший Тобольск)[прояснить] собора считалось подлинным дореволюционным историком Г. Е. Катанаевым на основании иконографии (изображенный Дмитрий Солунский был небесным патроном Дмитрия Андреевича Строганова) и изображения похожих контуров знамени в Кунгурской летописи. Однако сейчас эти аргументы признают как минимум шаткими. Согласно мнению искусствоведов, сохранившаяся архивная фотография позволяет судить о нём как о произведении последней трети XVII — начала XVIII века.